# Mészáros István (műfordító)
Mészáros István (Újpest, 1890. szeptember 29. – Miskolc, 1964. december 31.) József Attila-díjas magyar műfordító.

## Élete
Tízgyermekes református polgári család negyedik gyermekeként született. Kisgyermekként került az akkori Osztrák-Magyar Monarchiához tartozó Galíciába, ahol édesapja matematika-fizika szakos tanár volt, később pedig egy olajipari vállalat vezetője lett Krosnó városában. Itt került kapcsolatba a lengyel néppel, s itt sajátította el pajtásaitól a lengyel nyelvet. Közép- és főiskolai tanulmányait Sárospatakon és Budapesten végezte. (Ötvenöt éves érettségi találkozója 1964. augusztus 8-án Sárospatakon volt.)
Részt vett az I. világháborúban, ahol megsérült. Jobb kezének középső ujját veszítette el többek között, ami a fényképeken is látszik. 1918-ban már jegyben jár későbbi feleségével, akinek ebben az évben ajándékot adott, Sienkiewicz: A vén cseléd c. művének kézzel írt fordítását, melyet soha nem fejezett be. (A kézirat jelenleg a család tulajdonában van.) 1919-ben megnősült, felesége Pálóczi Horváth Margit tanítónő, egy budapesti ügyvéd leánya. Házasságukból három gyermekük született, Emma, György, és Zsuzsánna. 1919-től az akkor már Lengyelországhoz tartozó Galíciában dolgozott 1928-ig, ekkor családjával együtt visszaköltözött Budapestre. Közben 1923-ban Lwów városából írt feleségének levelet, mely szerint egy gázgyárban dolgozik, valószínűleg mint hivatalnok. 1928-ban tért vissza Magyarországra. 1932-ben jelent meg első fordítása „Az ígéret földje” c. Reymont regény. Az első sikeres próbálkozás után majdnem húszéves szünet következett. 1965-ben, halála után jelent meg negyvenhetedik munkája. Negyvennyolcadik kötetét - Kern Tüneményes Ferdinánd című ifjúsági regényét - már nem tudta lefordítani, a munkát öccse, Mészáros Gábor fejezte be. 1935-ben a Külügyminisztérium lengyel sajtóelőadója lett.
A második világháború alatt hivatali beosztásán jóval túlhaladóan foglalkozott a lengyel menekültekkel, nemcsak politikai-kulturális téren, hanem anyagilag is segítette őket. Az 1944-es német megszállás után otthagyta a minisztériumot, és bekapcsolódott az ellenállási mozgalomba, az akkor már tevékeny lengyel hazafiakat segítve. Mindezek mellett időt szakított arra, hogy a modern magyar építőművészek világszerte ismert orgánuma a „Tér és Forma” szerkesztésében segítsen Edgar öccsének. A szerkesztőségben feleségével, Pálóczi Horváth Margittal együtt szerkesztette az „Eb ura fakó” című illegális ellenállási lapot is, Csicsery Rónay Istvánnal vállvetve. 1945 után visszahívták a külügyminisztériumba, de a Rákosi-rezsim értetlensége miatt ereje teljében nyugdíjazták. Ekkor állt neki igazán a fordításoknak. Haláláig lankadatlan szellemi frissességgel dolgozott.

1964. december 31-én halt meg Miskolcon. Halálakor a budapesti Lengyel Nagykövetség az alábbiakat írta özvegyének: 
Mészáros István örökké népünk emlékezetében marad mint a lengyel kultúra barátja és terjesztője Magyarországon. Érett életének munkásságát annak szentelte, hogy a lengyel irodalom legértékesebb alkotásait, klasszikus műveit a baráti magyar néppel megismertesse.

## Munkássága
Igazi művész volt. A klasszikus lengyel prózát (Kraszewski, Sienkiewicz, Prus, Konopnicka, Orzeszkowa, Żeromski műveit) úgy ültette át magyar nyelvre, hogy új magyar mű született munkája nyomán. De ugyanilyen érdeklődéssel fogott hozzá a modern lengyel írók (Waszilewska, Iwaszkiewicz, Andrzejewski, Posmysz, Dygat, Lem és mások) műveinek fordításához, s a mai lengyel írók műveinek tolmácsolásában szintén kiváló eredményeket ért el. Nem véletlen tehát, hogy a Lengyel Pen Club 1959-ben műfordítói díjjal tüntette ki, s méltán tekintették lengyelből fordító társai mesterüknek, mert mindmáig utolérhetetlen nyelvismerete, megbízhatósága, művészi eredményei valóban fiatalabb társai fölé emelték.
Jellemző munkamódszerére, hogy az „Ezredik vagon” c. regény fordításakor több alkalommal konzultált vagongyári munkásokkal és mérnökökkel, amikor pedig egyházi vonatkozású problémái akadtak, piarista atyákkal tárgyalta meg azokat.
A Félidő 0:1 c. ifjúsági regény munkálatai során unokáitól kért tanácsot. Számára természetes volt, hogy bárkitől, nála kisebbektől is tanuljon, de ugyanolyan természetességgel ragaszkodott meggyőződéséhez, helyesnek tartott véleményéhez. Élete talán legnagyobb harcát Sienkiewicz: Kereszteslovagok c. regényének fordításakor harcolta meg. Lektorai nem értettek egyet a mű archaizálásával. Hosszú hónapok vitáit vállalta művészi meggyőződése érdekében, s neki lett igaza, mert a magyar olvasótábor számára az első lengyel regény volt, amely 100 ezer példányban kelt el a könyves boltok polcairól.

Egy volt kollégájának nekrológjából
Helye üresen marad közöttünk, emlékét őrzi halandó emlékezetünk s a betű, mely halhatatlan.
Sírja az Új köztemetőben található.

## Családja
Gyermekei: 
- Mészáros Emma (1920–2010), férje: Dr. Csohány Endre, gyermekeik: Csohány Eszter (1941–), Katalin (1943–) és Antal(1945–)
- Mészáros György (1921–1992), felesége: Ormos Zsuzsanna, gyermekük: Mészáros Magdolna (1960–)
- Mészáros Zsuzsánna[5] (1926–2007), férje: Dr. Török Bálint, gyermekeik: Török Bálint (1949–) és Török Zsuzsanna (1951–2005).

## Műfordításai
- Jerzy Andrzejewski: Hamu és gyémánt (1962)
- Adam Bahdaj: Félidő 0:1 (1961)
- Helena Bobińska: A kabunauri nemzetség bosszúja (1952)
- Joanna Broniewska: Az őrs (1954)
- Bohdan Czeszko: A mi nemzedékünk (1956)
- Tadeusz Dołęga-Mostowicz: Karrier (1962)
- Tadeusz Dołęga-Mostowicz: Hanka asszony naplója (1961)
- Stanisław Dygat: Az utazás (1963)
- Janina Dziarnowska: Anna útja (1952)
- Arkady Fiedler: Robinson szigete (1960)
- Kornel Filipowicz: Ritka pillangó (elbeszélések) (1980)
- Bogdan Hamera: Az első csapolás (1951)
- Tadeusz Hołuj: A mi világunk vége (1964)
- Tadeusz Hołuj: Tévúton (1964)
- Jerzy Giżycki: A sakkjáték világa (1962)
- Maria Konopnicka: A község irgalma (1958)
- Józef Ignacy Kraszewski: Brühl gróf (1965)
- Leon Kruczkowski: Úr és paraszt
- Stanisław Lem: Asztronauták (1957)
- Stanisław Lem: Magellán-felhő (1961)
- Zofia Nałkowska: Vallomás (1965)
- Eliza Orzeszkowa: A folyó partján (1955)
- Hanna Ozogowska: Egy lány meg egy fiú (1963)
- Zofia Posmysz: Egy nő a hajón (1964)
- Bolesław Prus: A bábu (1961)
- Jerzy Pytlakowski: Az ezredik vagon (1950)
- Wladysław Reymont: Népítélet (1957)
- Henryk Sienkiewicz: A Gravelotte-i hős
- Henryk Sienkiewicz: A kislovag (1963)
- Henryk Sienkiewicz: Tűzzel-vassal (1960)
- Henryk Sienkiewicz: Özönvíz (1962)
- Henryk Sienkiewicz: Quo vadis (1957)
- Henryk Sienkiewicz: Kereszteslovagok (1955)
- Henryk Sienkiewicz: Sivatagon és vadonban (1959)
- Julian Stryjkowski: Hangok a sötétben
- Jan Szczepański: Odüsszeusz a hegyekben (1961)
- Wanda Wasilewska: Sötét napok (1951)
- Wanda Wasilewska: Leigázott föld
- Władysław Zambrzycki: A mi Boldogasszonyunk (1959)
- Stefan Żeromski: A hű folyó (1955)
- Wojciech Żukrowski: Tűzkeresztség (1962)
- Mai lengyel elbeszélők (1952)
- Klasszikus lengyel elbeszélők
- Mai lengyel elbeszélők (1965)

## Képek

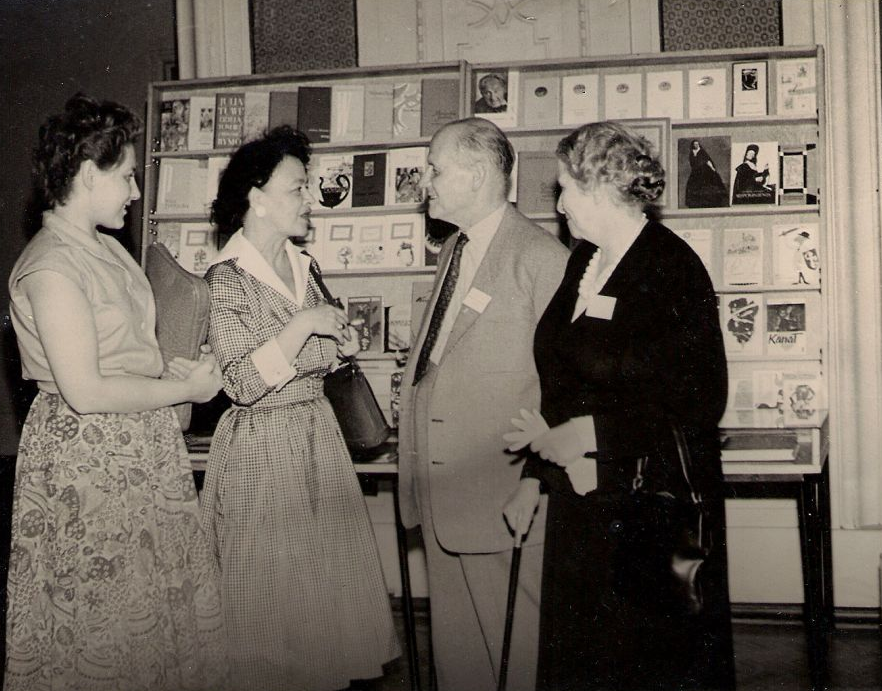
Egy lengyelországi konferencián
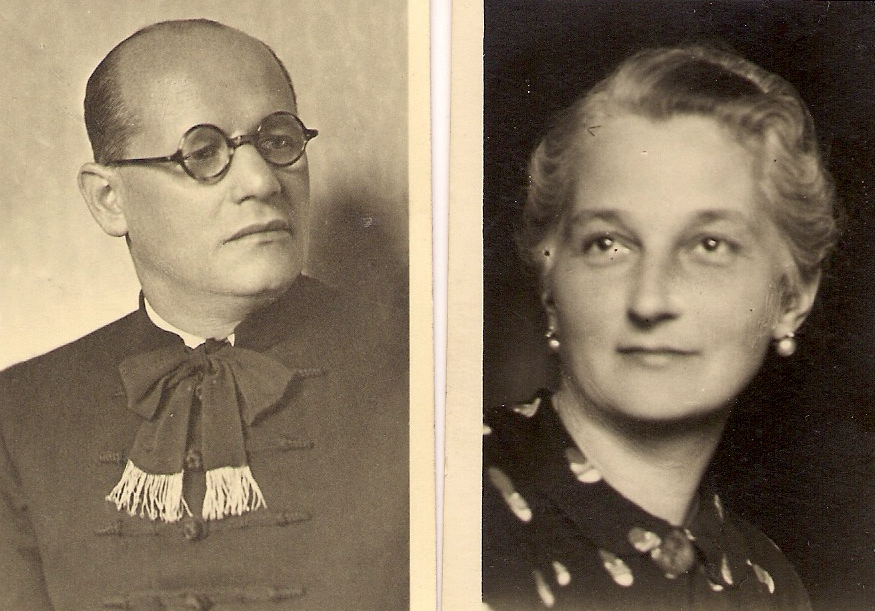
Mészáros István és felesége
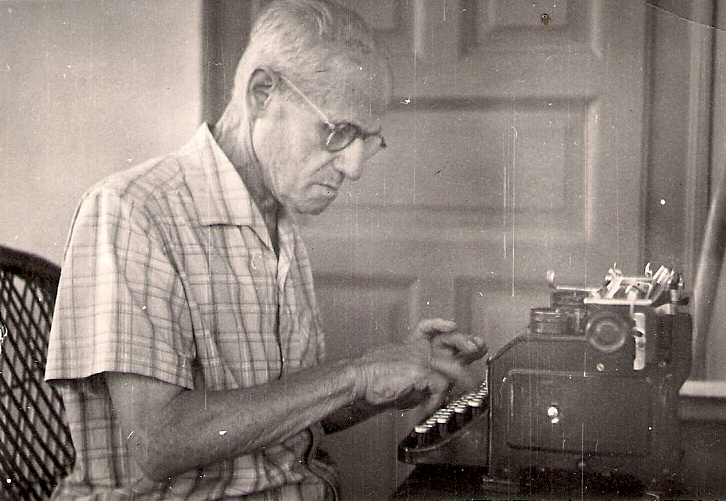
73 éves korában
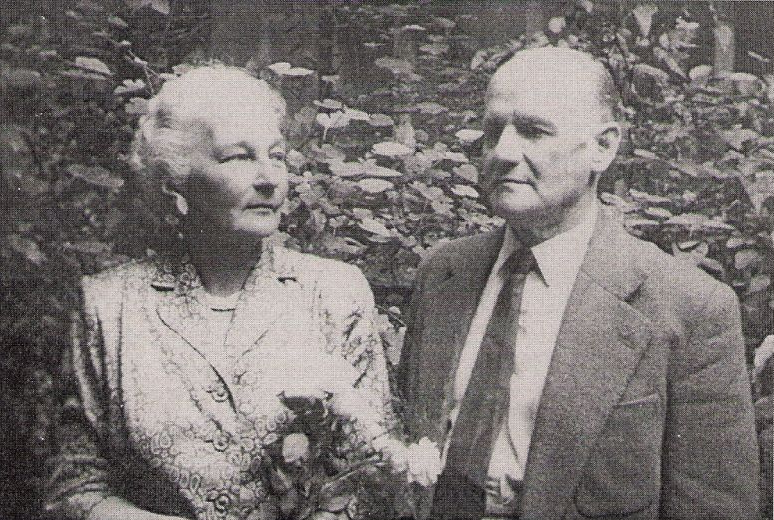
Feleségével Balatonlellén az 1960-as években